# خورشیدگرفتگی ۵ فوریه ۲۰۰۰
خورشیدگرفتگی ۵ فوریه ۲۰۰۰ (به انگلیسی: Solar eclipse of February 5, 2000) یک خورشیدگرفتگی از نوع خورشیدگرفتگی جزئی است. این خورشیدگرفتگی در تاریخ ۵ فوریه ۲۰۰۰ میلادی (‎۱۶ بهمن ۱۳۷۸ خورشیدی) روی داد که زمان اوج آن، ساعت ۱۲:۵۰:۲۷ به‌وقت ساعت هماهنگ جهانی بوده‌است.